# Apia
Apia er hovedstaden i Samoa. Byen befinder sig på den nordlige del af Upolu-øens kyst. Med sine 37.708(2006) indbyggere er Apia den eneste større by i landet.